# Солачка Сена
Солачка Сена (на сръбски: Солачка Сена или Solačka Sena) е село в Югоизточна Сърбия, Пчински окръг, община Владичин хан.

## Население
Според преброяването на населението от 2011 г. селото има 77 жители.

### Етнически състав
Данните за етническия състав на населението са от преброяването през 2002 г.
- сърби – 162 жители (100%)